# 大林芳郎
大林 芳郎（おおばやし よしろう、1918年4月17日 – 2003年7月19日）は、日本の経営者。総合建設会社・大林組の第3代社長。大林道路社長・会長。内外テクノス社長。大林不動産社長。大林組二代目社長で母方叔父の大林義雄の養子。全国建設業協会（全建）会長も務めた。

## 来歴・人物
大阪府出身。大林組創業者大林芳五郎の長女ふさとその入り婿・賢四郎の二男。
1941年、東京帝国大学工学部建築学科を卒業し、大林組に入社。翌1942年に徴兵された。1943年11月、第2代社長の大林義雄（芳五郎の長男でふさの弟）の急死に伴い3代目社長に就任。以後45年余りにわたって社長職を務めた。1987年には会長職を兼任したが、1988年に4代目社長に津室隆夫を据え、会長職に専任。
1993年、仙台市が発注した公共工事を巡り、市長に賄賂を贈ったことが発覚。彼を含む当時の役員10名を被告として、損害賠償を求める株主代表訴訟を起こされた（1999年に和解）。
2003年2月17日、大阪商工会議所（大商）の都市再生委員会副委員長に就任。6月、高齢を理由として二男の剛郎に会長職を譲り、名誉会長に就任。7月19日、腎不全で死去。85歳。

## 家族
- 母方祖父は大林組創業者大林芳五郎。
- 父の大林賢四郎 (1885年生、旧姓藤泉)は福島県出身で、東京帝国大学工科大学を卒業し、芳五郎の長女の婿となり、大林組副社長を務めた[2]。賢四郎の祖父・藤泉日向守国賢は1868年に三春町の砲術試験を見学中に口論相手に殺された[3]。
- 養父の大林義雄(1894年生)は祖父芳五郞の長男で母の弟。
- 大林組取締役（現・会長）の大林剛郎は二男。
- 鴻池組第3代社長・鴻池藤一は義弟である。

## 略歴
- 1918年　誕生
- 1941年　東京帝国大学卒業、大林組に入社
- 1943年　社長に就任
- 1958年　大阪建設業協会会長に就任（～1962年）
- 1960年　全国建設業協会（全建）会長に就任
- 1961年　海外建設協会副会長
- 1989年　社長職を退く
- 1998年　大林都市研究振興財団を設立
- 2003年　腎不全で死去

## 邸宅

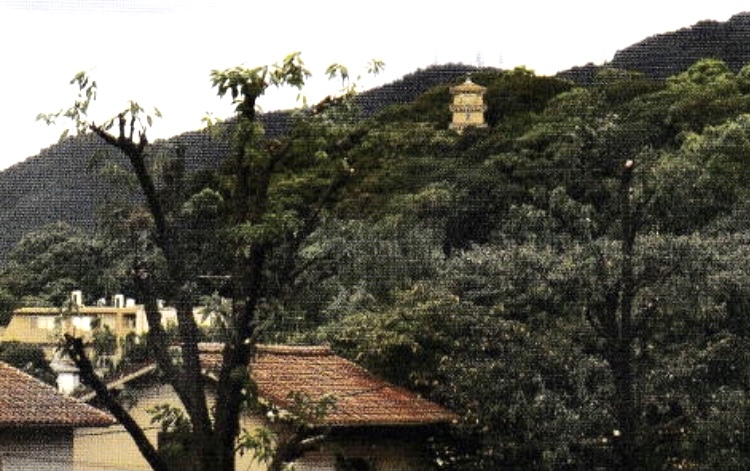
阪急御影駅すぐ北の六甲山側に位置する広い敷地の大林邸内にたつ塔

## 栄典
- 毎日工業技術賞（1965年）